# Шалана, Фернанду
Ферна́нду Алби́ну ди Со́за Ша́лана (порт. Fernando Albino de Sousa Chalana; 10 февраля 1959, Баррейру, Barreiro e Lavradio — 10 августа 2022, Лиссабон) — португальский футболист (полузащитник) и тренер.

## Игровая карьера
Фернанду Шалана родился в районе Баррейру округа Сетубал. Там же он начал свои футбольную карьеру, играя в молодёжной команде клуба «Баррейренсе». Оттуда он перешёл в академию клуба «Бенфика». В 1976 году он начал выступать за основной состав команды. Его дебютной игрой стал матч 7 марта 1976 года против «Файренсе» (3:0). В первом же сезоне он выиграл в составе своей команды титул чемпиона Португалии. Всего он выступал за «Бенфику» на протяжении 9 лет, проведя 263 игры и забив 39 голов. За этот срок он выиграл пять титулов чемпиона Португалии, три Кубка Португалии и один Суперкубок Португалии.
В 1984 году Шалана перешёл во французский «Бордо», заплативший рекордные для себя 18 млн франков. В этой команде футболист провёл 3 года, но почти не выступал из-за многочисленных травм. В 1987 году полузащитник вернулся в «Бенфику», с которой выиграл чемпионат и Суперкубок Португалии. Завершал карьеру Шалана в командах «Белененсиш» и «Эштрела» (Амадора), которая играла во втором дивизионе.

## Международная карьера
17 ноября 1976 года в возрасте 17 лет Шалана дебютировал в составе сборной Португалии в матче квалификации чемпионата мира 1978 против Дании, в котором его команда победила 1:0. В 1984 году Шалана в составе сборной поехал на чемпионат Европы. Там он был лидером своей команды, особенно отличившись в полуфинале в матче против будущего победителя — Франции, где Фернанду отдал две голевые передачи на Руя Жордана. 
Последний матч за сборную полузащитник провёл 12 ноября 1988 года со Швецией, который завершился вничью 0:0.

## Тренерская карьера
В середине 1990-х Шалана начал тренерскую карьеру в академии «Бенфики». Там он выиграл титул чемпиона страны среди команд своего возраста. Также он провёл одну игру в качестве исполняющего обязанности главного тренера, заметив уволенного Жезуалду Феррейру. В 2003 году он начал работать на взрослом уровне, став ассистентом главного тренера клуба «Пасуш де Феррейра». После он провёл год главным тренером клуба «Ориентал». Затем Фернанду вернулся в «Бенфику» и работал ассистентом. С 10 марта 2008 года, после увольнения Хосе Антонио Камачо, и до 24 мая 2008 года Шалана занимал пост главного тренера команды, затем стал ассистентом Кике Санчеса Флореса, а позже вернулся в академию клуба, тренируя молодёжный состав в возрасте до 19 лет.
Скончался 10 августа 2022 года.

## Достижения

### Командные
- Чемпион Португалии: 1975/76, 1976/77, 1980/81, 1982/83, 1983/84, 1988/89
- Обладатель Кубка Португалии: 1979/80, 1980/81, 1982/83
- Обладатель Суперкубка Португалии: 1980, 1989
- Чемпион Франции: 1984/85, 1986/87
- Обладатель Кубка Франции: 1985/86, 1986/87
- Обладатель Суперкубка Франции: 1986

### Личные
- Футболист года в Португалии: 1976, 1984
- Входит в состав символической сборной по итогам чемпионата Европы по версии УЕФА: 1984